# Дуджента
Дуджента (італ. Dugenta) — муніципалітет в Італії, у регіоні Кампанія, провінція Беневенто.
Дуджента розташована на відстані близько 185 км на південний схід від Рима, 38 км на північний схід від Неаполя, 28 км на захід від Беневенто.
Населення — 2767 осіб (2014).
Щорічний фестиваль відбувається 30 листопада. Покровитель — Андрій Первозваний.

## Демографія
Населення за роками:

Станом на 1 січня 2023 року в муніципалітеті офіційно проживало 100 іноземців з 24 країн, серед них 27 громадян країн Євросоюзу та 16 громадян України.

## Сусідні муніципалітети
- Кастель-Кампаньяно
- Фрассо-Телезіно
- Ліматола
- Меліццано
- Сант'Агата-де'-Готі